# Boney M.
Boney M. là một nhóm nhạc  được thành lập vào năm 1976 bởi nhà sản xuất âm nhạc người Tây Đức Frank Farian. Bốn thành viên gốc của ban nhạc là Liz Mitchell và Marcia Barrett (Jamaica), Maizie Williams (Montserrat) và Bobby Farrell (Aruba). Boney M. thành công vào cuối thập niên 1970, đứng đầu nhiều bảng xếp hạng với số lượng đĩa bán lớn với những ca khúc nổi tiếng như Daddy Cool, Sunny, Rasputin,... Kể từ thập niên 1980, ban nhạc thay đổi thành viên thường xuyên. Thành viên nam duy nhất Bobby Farrell qua đời vào cuối năm 2010 ở Saint Petersburg vì trụy tim.

## Sự nghiệp

### Album phòng thu
- Take the Heat Off Me (1976)
- Love for Sale (1977)
- Nightflight to Venus (1978)
- Oceans of Fantasy (1979)
- Boonoonoonoos (1981)
- Christmas Album (1981)
- Ten Thousand Lightyears (1984)
- Eye Dance (1985)

### Đĩa đơn
- "Baby Do You Wanna Bump" (1975)
- "Daddy Cool" (1976)
- "Sunny" (1976)
- "Ma Baker" (1977)
- "Belfast" (1977)
- "Rivers of Babylon" / "Brown Girl in the Ring" double A-side single (1978)
- "Rasputin" (1978)
- "Mary's Boy Child / Oh My Lord" (1978)
- "Painter Man" (UK only, 1979)
- "Hooray! Hooray! It's a Holi-Holiday" (1979)
- "Gotta Go Home" / "El Lute" double A-side single (1979)
- "I'm Born Again" / "Bahama Mama" double A-side single (1979)
- "I See a Boat on the River" / "My Friend Jack" double A-side single (1980)
- "Children of Paradise" / "Gadda-Da-Vida" double A-side single (1980)
- "Felicidad (Margherita)" (1980)
- "Malaika" / "Consuela Biaz" double A-side single (1981)
- "We Kill the World (Don't Kill the World)" / "Boonoonoonoos" double A-side single (1981)
- "Little Drummer Boy" / "6 Years of Boney M. Hits (Boney M. on 45)" double A-side single (1981)
- "The Carnival Is Over" / "Going Back West" double A-side single (1982)
- "Zion's Daughter" (1982)
- "Jambo - Hakuna Matata (No Problems)" (1983)
- "Somewhere in the World" (1984)
- "Kalimba de Luna" (1984)
- "Happy Song" - Boney M. and Bobby Farrell with the School Rebels (1984)
- "My Chérie Amour" (1985)
- "Young, Free and Single" - Boney M. featuring Bobby Farrell (1985)
- "Daddy Cool (Anniversary Recording '86)" (1986)
- "Bang Bang Lulu" (1986)
- "Rivers of Babylon (Remix '88)" / "Mary's Boy Child / Oh My Lord (Remix '88)" - Boney M. Reunion '88 double A-side single (1988)
- "Megamix" (1988)
- "The Summer Mega Mix" (1989)
- "Malaika (Lambada Remix)" (1989)
- "Everybody Wants to Dance Like Josephine Baker" (1989, withdrawn)
- "Stories" (1990)
- "Christmas Mega Mix" (1992)
- "Megamix" (1992)
- "Brown Girl in the Ring (Remix '93)" (1993)
- "Ma Baker (Remix '93)" (1993)
- "Papa Chico" - Boney M. feat. Liz Mitchell (1994)
- "Somebody Scream - Ma Baker" - Boney M. vs. Horny United/Sash! (1999)
- "Daddy Cool '99" - Boney M. 2000 feat. Mobi T. (1999)
- "Hooray! Hooray! (Caribbean Night Fever)" - Boney M. 2000 (1999)
- "Sunny (Remix)" - Boney M. 2000 (2000)
- "Daddy Cool 2001" (2001)
- "Sunny (Mousse T. Remix)" (2006)
- "Felicidad America (Obama-Obama)" - Boney M. feat. Sherita O. & Yulee B. (2009)

### Đĩa hát khác
- The Magic of Boney M. - 20 Golden Hits (1980)
- Children of Paradise - The Greatest Hits of Boney M. - Vol. 2 (1981)
- Fantastic Boney M. (German CD Only) (1984)
- Kalimba de Luna - 16 Happy Songs (1984) - Boney M. with Bobby Farrell
- Christmas with Boney M. (1984)
- The Best of 10 Years - 32 Superhits (1986)
- Die 20 schönsten Weihnachtslieder der Welt (1986)
- The 20 Greatest Christmas Songs (1986)
- Greatest Hits of All Times - Remix '88 (1988)
- Greatest Hits of All Times - Remix '89 - Volume II (1989)
- Ma Baker (1989)
- The Collection (1991)
- Daddy Cool - Star Collection (1991)
- Gold - 20 Super Hits (1992)
- The Most Beautiful Christmas Songs of the World (1992)
- The Greatest Hits (1993)
- More Gold - 20 Super Hits Vol. II (1993)
- Sunny (1995)
- Happy Songs (1996)
- Daddy Cool (1996)
- Painter Man (1996)
- Hit Collection (1996)
- Best In Spain (1996)
- The Best of Boney M. (1997)
- Norske Hits (1998)
- A Wonderful Christmas Time (1998)
- Christmas Party (1998)
- Ultimate (1999)
- 20th Century Hits (1999)
- 25 Jaar Na Daddy Cool (2000)
- The Ultimate Collection (2000)
- The Complete Collection (2000)
- Their Most Beautiful Ballads (2000)
- L'Essentiel (2001)
- Greatest Hits (2001)
- The Best of Boney M. - Original Hits (2001)
- The Greatest Hits (2001)
- Christmas Party (2003)
- The Magic of Boney M. (2006)
- Hit Collection (2007)
- Christmas With Boney M. (2007)
- The Collection (Boney M. Box Set) (2008)
- Rivers Of Babylon (A Best Of Collection) (2008)
- Ultimate Boney M. - Long Versions and Rarities (2008)
- Christmas Time (2008)
- In the Mix (2008)
- The Complete Boney M. - box set (2008)
- The Magic of Boney M. - The Danish Collection (Double CD) (2008)
- Ultimate Boney M. - Long Versions & Rarities, Volume 2 (2009)
- Steel Box (2009)
- Let It All Be Music - The Party Album (2009)
- Ultimate Boney M. - Long Versions & Rarities, Volume 3 (2009)

### Video / DVD / VCD
- Gold - Video / VCD (in Hong Kong) (1993)
- Gold - DVD (2001 Europe)
- Greatest Hits (2001 UK)
- Special Edition (2002 South Korea)
- Special Edition EP (2003 UK)
- The Magic of Boney M. (2006)
- Fantastic Boney M. - On Stage and on the Road (2007)

## Bảng xếp hạng

### Các album
| 1976 | Take the Heat Off Me                   | 14 | 40 | 6  | 1  | -  | 8  | -   | 2  | 1  | 65 |
| 1977 | Love for Sale                          | 1  | 13 | 1  | 1  | -  | 2  | -   | 2  | 1  | -  |
| 1978 | Nightflight to Venus                   | 1  | 1  | 1  | 1  | -  | 2  | 134 | 1  | 2  | 56 |
| 1979 | Oceans of Fantasy                      | 1  | 1  | 1  | 5  | -  | 3  | -   | 1  | 1  | 51 |
| 1980 | The Magic of Boney M. - 20 Golden Hits | 1  | 1  | 5  | 30 | -  | 4  | -   | 1  | 5  | -  |
| 1981 | Boonoonoonoos                          | 15 | -  | 14 | 31 | -  | 28 | -   | 21 | 7  | -  |
| 1981 | Christmas Album                        | 14 | -  | -  | -  | -  | 33 | -   | -  | -  | -  |
| 1984 | Ten Thousand Lightyears                | 23 | -  | -  | -  | -  | -  | -   | -  | -  | -  |
| 1986 | The Best of 10 Years - 32 Superhits    | 3  | 35 | -  | -  | -  | -  | -   | -  | -  | -  |
| 1993 | Gold - 20 Super Hits                   | 5  | 14 | 6  | 14 | 5  | 2  | -   | 6  | 1  | -  |
| 1993 | More Gold - 20 Super Hits Vol. II      | -  | -  | 36 | -  | -  | 85 | -   | -  | -  |    |
| 1999 | 20th Century Hits                      | 30 | -  | -  | 8  | 37 | -  | -   | -  | 21 | -  |
| 2000 | 25 Jaar Na Daddy Cool                  | -  | -  | -  | -  | -  | 27 | -   | -  | -  | -  |
| 2006 | The Magic of Boney M.                  | 19 | 45 | 13 | -  | 39 | -  | -   | 2  | 27 | -  |

### Đĩa đơn
| Năm  | Tựa đề                                                  | Thứ hạng | Thứ hạng | Thứ hạng | Thứ hạng | Thứ hạng    | Thứ hạng | Thứ hạng | Thứ hạng | Thứ hạng | Thứ hạng |
| Năm  | Tựa đề                                                  | Đức      | Áo       | Ai-len   | Hà Lan   | New Zealand | Nauy     | SWE      | Thụy Sĩ  | Anh      | Mỹ       |
| ---- | ------------------------------------------------------- | -------- | -------- | -------- | -------- | ----------- | -------- | -------- | -------- | -------- | -------- |
| 1975 | "Baby Do You Wanna Bump"                                | -        | -        | -        | 12       | -           | -        | -        | -        | -        | -        |
| 1976 | "Daddy Cool"                                            | 1        | 1        | -        | 3        | 15          | 1        | 1        | 1        | 6        | 65       |
| 1976 | "Sunny"                                                 | 1        | 1        | 4        | 1        | 17          | 4        | 11       | -        | 3        | -        |
| 1977 | "Ma Baker"                                              | 1        | 1        | 4        | 1        | 2           | 1        | 1        | 1        | 2        | 96       |
| 1977 | "Still I'm Sad"                                         | -        | -        | -        | -        | -           | -        | 17       | -        | -        | -        |
| 1977 | "Belfast"                                               | 1        | 2        | 1        | 3        | -           | -        | -        | 1        | 8        | -        |
| 1978 | "Rivers of Babylon" / Brown Girl in the Ring"           | 1        | 1        | 1        | 1        | 1           | 1        | 1        | -        | 1        | 30       |
| 1978 | "Rasputin"                                              | 1        | 1        | 3        | 5        | 4           | 10       | -        | -        | 2        | -        |
| 1978 | "Voodoonight"                                           | -        | -        | -        | -        | -           | -        | -        | -        | -        | -        |
| 1978 | "Mary's Boy Child - Oh My Lord"                         | 1        | 3        | 1        | 2        | 8           | 2        | 1        | -        | 1        | 85       |
| 1978 | "Dancing in the Streets"                                | -        | -        | -        | -        | -           | -        | -        | -        | -        | -        |
| 1979 | "Painter Man" (UK/Ireland and Netherlands only)         | -        | -        | 5        | 5        | -           | -        | -        | -        | 10       | -        |
| 1979 | "Hooray! Hooray! It's a Holi-Holiday"                   | 4        | 3        | 5        | 1        | 7           | 2        | 11       | 4        | 3        | -        |
| 1979 | "Gotta Go Home" / "El Lute"                             | 1        | 1        | 11       | 2        | -           | 4        | 10       | 2        | 12       | -        |
| 1979 | "I'm Born Again" / "Bahama Mama"                        | 7        | 9        | 12       | 7        | -           | -        | 17       | 6        | 35       | -        |
| 1980 | "I See a Boat on the River"                             | 5        | 3        | -        | 4        | -           | -        | -        | 9        | -        | -        |
| 1980 | "My Friend Jack"                                        | -        | -        | -        | -        | -           | 6        | -        | -        | 57       | -        |
| 1980 | "Children of Paradise"                                  | 11       | 12       | -        | 13       | -           | -        | -        | -        | 66       | -        |
| 1980 | "Felicidad (Margherita)"                                | 6        | 6        | -        | -        | -           | -        | -        | 3        | -        | -        |
| 1981 | "Malaika" / "Consuela Biaz"                             | 16       | 7        | -        | 14       | -           | -        | -        | -        | -        | -        |
| 1981 | "We Kill the World (Don't Kill the World)"              | 12       | -        | -        | 13       | -           | -        | -        | -        | 39       | -        |
| 1981 | "Little Drummer Boy"                                    | 20       | -        | -        | -        | -           | -        | -        | -        | -        | -        |
| 1982 | "6 Years of Boney M. Hits"                              | -        | -        | -        | -        | -           | -        | -        | -        | -        | -        |
| 1982 | "The Carnival Is Over"                                  | -        | -        | -        | -        | -           | -        | -        | -        | -        | -        |
| 1982 | "Going Back West"                                       | 41       | -        | -        | -        | -           | -        | -        | -        | -        | -        |
| 1982 | "Zion's Daughter"                                       | -        | -        | -        | -        | -           | -        | -        | -        | -        | -        |
| 1983 | "Jambo - Hakuna Matata (No Problems)"                   | 48       | -        | -        | -        | -           | -        | -        | 11       | -        | -        |
| 1984 | "Somewhere in the World"                                | 49       | -        | -        | -        | -           | -        | -        | -        | -        | -        |
| 1984 | "Kalimba de Luna"                                       | 16       | 11       | -        | 20       | -           | -        | -        | -        | -        | -        |
| 1984 | "Happy Song"                                            | 7        | 15       | -        | -        | -           | -        | -        | -        | -        | -        |
| 1985 | "My Chérie Amour"                                       | 55       | -        | -        | -        | -           | -        | -        | -        | -        | -        |
| 1985 | "Young, Free and Single"                                | 48       | -        | -        | -        | -           | -        | -        | -        | -        | -        |
| 1986 | "Daddy Cool '86"                                        | -        | -        | -        | -        | -           | -        | -        | -        | -        | -        |
| 1986 | "Bang Bang Lulu"                                        | -        | -        | -        | -        | -           | -        | -        | -        | -        | -        |
| 1988 | "Rivers of Babylon (Remix '88)"                         | -        | -        | -        | -        | 46          | -        | -        | -        | -        | -        |
| 1988 | "Megamix"                                               | -        | -        | -        | -        | -           | -        | -        | -        | 52       | -        |
| 1989 | "The Summer Mega Mix"                                   | -        | -        | -        | -        | -           | 3        | -        | -        | 92       | -        |
| 1989 | "Malaika (Lambada Remix)"                               | -        | -        | -        | -        | -           | -        | -        | -        | -        | -        |
| 1990 | "Stories"                                               | -        | -        | -        | -        | -           | -        | -        | -        | -        | -        |
| 1992 | "Megamix"                                               | 26       | 11       | 3        | 12       | 49          | -        | -        | -        | 7        | -        |
| 1993 | "Brown Girl in the Ring (Remix)"                        | -        | -        | 25       | -        | 2           | -        | -        | -        | 38       | -        |
| 1993 | "Ma Baker (Remix '93)"                                  | -        | -        | -        | -        | -           | -        | -        | -        | -        | -        |
| 1994 | "Papa Chico" Boney M. feat. Liz Mitchell                | -        | -        | -        | -        | -           | -        | -        | -        | -        | -        |
| 1999 | "Ma Baker (Somebody Scream)" vs. Horny United/Sash!     | 38       | 19       | -        | 19       | 34          | -        | 26       | 10       | -        | -        |
| 1999 | "Daddy Cool '99" Boney M. 2000 feat. Mobi T.            | 47       | -        | -        | -        | -           | -        | -        | 19       | -        | -        |
| 1999 | "Hooray! Hooray! (Caribbean Night Fever)" Boney M. 2000 | 79       | -        | -        | -        | 47          | -        | -        | -        | -        | -        |
| 2000 | "Sunny (Remix)" Boney M. 2000                           | -        | -        | -        | -        | -           | -        | 59       | -        | -        | -        |
| 2001 | "Daddy Cool 2001"                                       | -        | -        | -        | -        | -           | -        | -        | -        | 47       | -        |
| 2006 | "Sunny (Mousse T. Remix)"                               | -        | -        | -        | -        | -           | -        | -        | -        | -        | -        |
| 2007 | "Mary's Boy Child / Oh My Lord"                         | -        | -        | -        | -        | -           | -        | -        | -        | 47       | -        |

"-" nghĩa là không có thông tin hoặc không được xếp hạng